# يبهون جي آر إن 2
طائرة (يبهون جي آر أن2) هي هدف جوي متقدم من الجيل الجديد للأهداف عالية الأداء والتي تعمل بمحرك مزدوج توربيني نفاث عالي الكفاءة.
ولديها القدرة على الطيران لوقت طويل وهي إصدار كبير الحجم من طائرة (يبهون جي آر أن1)
يمكن اطلاقها من السفن أو البر باستخدام منظومة اطلاق تقليدية و بدون استخدام معززات الإطلاق.إن سعة حجمها الداخلي يمكنها من حمل عدة أنواع من عاكسات الرادارالفعالة أو السلبية. يمكنها أيضا حمل عبوات الدخان والشعلات ذوات الأشعة دون الحمراء ومؤشرات مسافة عدم الإصابة وكذلك أجهزة الارتفاع المنخفض ومرسلات الأشارة.
إن (يبهون جي آر أن2) صممت لتستخدم كهدف متقدم لمنظومات صاروخ أرض-جو أو صاروخ جو-جو

## لمواصفات
المسافة بين الجناحين
	3.3 متر 	10.8 قدم
الطول
	5 متر 	16.4 قدم
الطول مع (أنبوب الهواء)
	5.2 متر 	17 قدم
الارتفاع
	1 متر 	3.36 قدم
وزن الطائرة فارغة
	180 كجم 	397 رطل
حمولة الإقلاع القصوى
	680 كجم 	1499 رطل
وزن الأحمال
	200 كجم 	441 رطل
سعة خزان الوقود 	400 لتر 	105 جالون

## أداء الرحلة
سرعة السقوط (سطح البحر)
208 كم/س
[58 م/ث]
122 عقدة
سرعة التحليق
470-860 كم/س
[130 - 240 م/ث]
254-465 عقدة
سرعة التشغيل
0.6 - 0.8 مالك
السرعة القصوى
930 كم/س
[260 م/ث]
502 عقدة
معدل التسلق (سطح البحر)
[24 م/ث]
فترة الطيران
ساعتان
سقف الارتفاع (العملي)
8000 متر

26000 قدم
سقف الارتفاع (النظري)
9000 متر
29500 قدم

## الأبعاد
المسافة بين الجناحين
3.3 متر
10.8 قدم
الطول
5 متر
16.4 قدم
الطول مع (أنبوب الهواء)
5.2 متر
17 قدم
الارتفاع
1 متر
3.36 قدم

## الأحمال
يمكن إستيعاب مجموعة كبيرة من الأحمال مثل:
• عبوات الدخان
• الشعلات الحرارية دون الحمراء
• عاكسات أشعة الرادار الفعالة والسلبية
• عدسة لونبرج

## وصلات خارجية
http://adcom-systems.com/ARB/Targets/YAHBON-GRN2/Overview.html